# Goya (1940)
Goya var ett norskbyggt tyskt flyktingfartyg som sänktes i Östersjön den 16 april 1945. Fartyget föll i tyskarnas händer då Norge ockuperades under andra världskriget. MV Goya byggdes ursprungligen som ett fraktfartyg av Akers Mekaniske Verksted i Oslo 1940. Fartyget var 145 meter långt och 17,4 m brett och hade en kapacitet på 5.230 bruttoton. Toppfarten var 18 knop. I Memels (Klaipeda) hamn användes det som mål för torpedtester. Det användes mest som trupptransportfartyg under kriget.

## Operation Hannibal
Operation Hannibal var en operation för en sjöledes evakuering av tyska soldater och civila under krigets slutskede. I Kurland, Östpreussen och i den Polska korridoren, från mitten av januari till maj 1945, flydde man undan för att undslippa den framryckande Sovjetiska Röda Armén och skeppades till en högst tillfällig säkerhet i väst.

## Den sista färden
Fartyget lämnade Ostpreussen, fylld med undflyende tyskar (sårade soldater och civila). Goya blev torpederad med torpeder av den ryska ubåten L-3 som var under befäl av Vladimir Konowalow. 
Den sovjetiska ubåten L-3 siktade konvojen (Goya, Kronenfels och högsjöbogseraren Ägir), som hade eskort av minsveparna M 256 och M 328, när den passerade Helhalvön utanför Gdańsk vid norra kusten av Polen. Konvojen fick order om att gå mot Köpenhamn klockan 23:00. Goya som var snabbare än de sovjetiska ubåtarna kunde dock inte gå på full maskin. Konvojen hejdades av motorproblem på den långsamma ångbåten Kronenfels. Efter ett stopp på cirka tjugo minuter för reparationer kom så chansen för ubåten att avlossa torpeder mot fartygen. Klockan 23:52 gav ubåtens kaptenen, Vladimir Konovalov, order om eld med fyra torpeder. Goya träffades, i aktern och midskepps, av två torpeder och sjönk efter sju minuter.
Man uppskattar att 7000 av 7183 omkom i  fartygskatastrofen. Det är historiens näst största fartygskatastrof i antalet omkomna. På Wilhelm Gustloff, som vid liknande omständigheter och nästan vid samma tidpunkt torpederades i närheten, omkom cirka 9000 personer. Som jämförelse kan nämnas att när RMS Titanic sjönk följde (enligt officiella siffror) 1514 personer fartyget ner i djupet.
Konowalow fick utmärkelsen Sovjetunionens hjälte för sänkningen av fartyget.

## Upptäckten av vraket
Den 26 augusti 2002 upptäcktes vraket av de polska dykarna Grzegorz Dominik och Michał Porada. De bärgade fartygets kompass.
Exakt 58 år(den 16 april 2003) efter förlisningen av Goya, utfördes en 3D-sonarskanning av vraket av en internationell expedition under ledning av Ulrich Restemeyer. De positionsvärden som uppgivits för Goyas sänkning, av de medföljande fartygen, befanns vara felaktiga. Förmodligen då de gjordes under hastig flykt. Positionen visade sig däremot vara identisk med "Vrak nummer 88" på den polska marinens kartor. Under expeditionens inledning upptäcktes ett mindre fartyg ligga stilla över vraket. Man trodde först det var en fiskebåt, men när Restemeyers skepp Fritz Reuter kom nära, lämnade fartyget hastigt platsen med sin last av dykare.
Vraket ligger på 76 meters djup (53 meters djup till högsta punkten på vraket) i Östersjön och är i förvånansvärt gott skick, men är täckt med fiskenät som fastnat under åren. De överlevande sörjde tragedin med en kransnedläggning. För att skydda egendom ombord på krigsgraven (vraket av MV Goya) och för att skydda miljön har det polska marinkontoret i Gdynia förbjudit dykning inom 500 meter från vraket.